# Fachangestellte Gesundheit
Die bzw. der gelernte Fachangestellte Gesundheit (kurz: FAGE) ist ein Ausbildungsberuf in der Schweiz. Er wurde 2002 im Zuge der Reformierung der Ausbildungsstruktur im Bereich der Gesundheits- und Krankenpflege neu geschaffen, um auch Interessenten ohne Matura eine Pflegeausbildung zu ermöglichen. Die aktuelle Berufliche Grundbildung heisst Fachmann/frau Gesundheit.

## Ausbildung
Die Ausbildung besteht aus schulischen und praktischen Anteilen. Die schulische Bildung umfasst insgesamt 1.800 Stunden und findet an Berufsfachschulen statt. Dort erhalten die Auszubildenden Unterricht in den Fächern Pflege und Betreuung, Gestaltung des Lebensumfeldes und des Alltags, Administration und Logistik, Medizinaltechnik sowie bereichsübergreifende Berufskunde. Auch allgemeinbildende Inhalte sowie Sport gehören zum Schulangebot.
Die praktische Ausbildung hingegen findet in einer Institution des Gesundheits- und Sozialwesens statt und kann auch Nacht- und Wochenendarbeit beinhalten. Die Institutionen sind darüber hinaus verpflichtet überbetriebliche Kurse anzubieten, in denen den Auszubildenden grundlegende berufliche Kompetenzen vermittelt werden. Der Besuch der Kurse ist obligatorisch.
| \| \| Berufsschule \| Betrieb \| \| 1. Jahr \| Administration, Logistik, Lebensumfeld und Lebensgestaltung des Patienten, ATL \| Verwaltung, Küche, Wäscherei, Post etc. \| \| 2. und 3. Jahr \| Pflege und Betreuung, Medizinaltechnik \| Tätigkeiten auf der Abteilung, in der Station oder Zuhause beim Patienten \| |                                                                                |                                                                           |
| Tabelle 1: Typische Organisation der Ausbildung |                                                                                |                                                                           |
| | Berufsschule                                                                   | Betrieb                                                                   |
| 1. Jahr | Administration, Logistik, Lebensumfeld und Lebensgestaltung des Patienten, ATL | Verwaltung, Küche, Wäscherei, Post etc.                                   |
| 2. und 3. Jahr | Pflege und Betreuung, Medizinaltechnik                                         | Tätigkeiten auf der Abteilung, in der Station oder Zuhause beim Patienten |

Die Ausbildung dauert drei Jahre. Sie endet mit einem Qualifikationsverfahren (einer Abschlussprüfung), welches aus drei Teilen besteht:
- Berufliche Praxis (Richtwert: 4 Stunden)

Die Auszubildenden führen im Rahmen eines normalen Arbeitseinsatzes und/oder in gestellten Situationen Tätigkeiten in den vier Kompetenzbereichen Pflege und Betreuung, Lebensumfeld- und Alltagsgestaltung, Administration und Logistik und Medizinaltechnik bedarfs- und situationsgerecht sowie fachlich korrekt aus. Die Ausführung umfasst die fachgerechte Vorbereitung, Durchführung und Nachbereitung einschließlich der Dokumentation.
Das Prüfungsergebnis fließt zu 1/3 in die entsprechende Fachnote ein. Die übrigen 2/3 entstammen den Leistungsbeurteilungen während des letzten Semesters.
- Berufskenntnisse (Richtwert: 4 Stunden)

In diesen Prüfungen werden kompetenzbereichsübergreifend die allgemeinen und bereichsspezifischen beruflichen Kompetenzen beurteilt, die nicht im Rahmen der praktischen Arbeiten geprüft werden können. Die Prüfungen erstrecken sich auf die o. g. vier Kompetenzbereiche und können sowohl mündlich als auch schriftlich erfolgen.
Das Prüfungsergebnis bildet jeweils hälftig mit der Erfahrungsnote des letzten Semesters (bzw. des letzten Ausbildungsjahres) die entsprechende Fachnote.
- Allgemeinbildung

Das Qualifikationsverfahren gilt als erfolgreich, wenn weder die Fachnoten Berufliche Praxis und Berufskenntnisse noch die Gesamtnote den Wert 4,0 unterschreiten – es gilt eine Notenskala von 6 (qualitativ und quantitativ sehr gut) bis 1 (unbrauchbar oder nicht ausgeführt). Nach bestandener Prüfung erhält der Absolvent das eidgenössische Fähigkeitszeugnis sowie die Erlaubnis die neu erworbene und geschützte Berufsbezeichnung zu führen.

## Typische Arbeitsbereiche
Fachangestellte Gesundheit arbeiten in interdisziplinären Teams in den verschiedensten Einrichtungen des Gesundheitswesens: z. B. in Spitälern, Alten- und Pflegeheimen, Rehabilitationszentren oder im Spitexbereich. In der Regel sind sie dem diplomierten Pflegepersonal unterstellt. Die erworbene Qualifikation liegt zwischen der eines Pflegeassistenten und einer/einem Dipl. Pflegefachfrau/Pflegefachmann.
Die Tätigkeiten einer FAGE entstammen den vier Fachbereichen:
- Pflege und Betreuung
- Gestaltung des Lebensumfeldes und des Alltags
- Administration und Logistik
- Durchführung medizinaltechnischer Dienstleistungen (z. B. Injektionstechnik, Medikamentenvergabe etc.)